# Adenstedt
Pour le quartier d'Ilsede (Basse-Saxe), voir Adenstedt (Ilsede).
Adenstedt est une municipalité allemande du land de Basse-Saxe et l'arrondissement de Hildesheim. En 2013, elle comptait 979 habitants. Depuis 2016 Adenstedt forme partie de Sibbesse.

## Jumelage
Adenstedt est jumelée avec :
- Combloux (France) depuis 1982.

## Source
- (de) Cet article est partiellement ou en totalité issu de l’article de Wikipédia en allemand intitulé « Adenstedt » (voir la liste des auteurs).